# 블랙 (영화)
블랙(Black)은 2005년 개봉한 인도의 영화다.

## 줄거리
보지도 듣지도 못한 미셀 맥날리가 사하이 선생을 만나 성장하는 이야기다.

## 출연진
- 미셀 맥날리 역 - 라니 무케르지
- 데브라이 사하리 역 - 아미타브 바찬
- 캐시 역 - 쉐나즈 파텔
- 어린 미셀 맥날리 역 -  이예싸 까푸르